# Kah-Bay-Kah-Nong
Kah-Bay-Kah-Nong (Warroad Chippewa, Gabekanaang Anishinaabeg), jedna od federalno nepriznatih skupina Chippewa Indijanaca iz Minnesote. Njihovo glavno i najveće selo Warroad (dolazi od “war road”), nalazilo se na Lake of the Woods, a dobiva ime po tome što se nalazilo na staroj ratnoj stazi dugogodišnjih i teških borbi protiv Siouxa za rižina jezera. danas ovo ime nosi i gradić Warroa u okrugu Roseau.